# 2 Faces
2 Faces är ett musikalbum av Jerry Williams, utgivet 1983.

## Låtlista
1. "Smart Side of Town" (Ronnie Harwood/Nigel Jenkins) - 3:27
2. "I'm in Love With an Angel" (Ronnie Harwood) - 3:33
3. "Blue Moon of Kentucky" (Bill Monroe) - 3:27
4. "Rock Shop" (Nigel Jenkins) - 3:07
5. "One More Night" (Nigel Jenkins) - 2:59
6. "Tear Stained Letter" (Richard Thompson) - 3:07
7. "If You Want My Love" (Ronnie Harwood/Bill Parkinson) - 2:50
8. "Fools Like Me" (Jack Clement/Murphy Maddux) - 3:43
9. "Feel So Bad" (Nigel Jenkins) - 3:44
10. "Body and Soul" (Roger Dexter) - 3:08
11. "Bird of Paradise" (Nigel Jenkins) - 3:11
12. "I'm Goin' Home" (Roger Dexter) - 4:26